# Dragan Bosnić
Dragan Bosnić (srbsko Драган Боснић), slovenski biolog in politik, * 19. julij 1958, Srbija.
Bosnić, profesor biologije, je bil kot član Pozitivne Slovenije poslanec Državnega zbora Republike Slovenije.
Kot trener Roka Flanderja se je udeležil ZOI leta 2010 v Vancouvru.
Biologijo poučuje na Prvi gimnaziji Maribor.